# 薩爾梅鄉

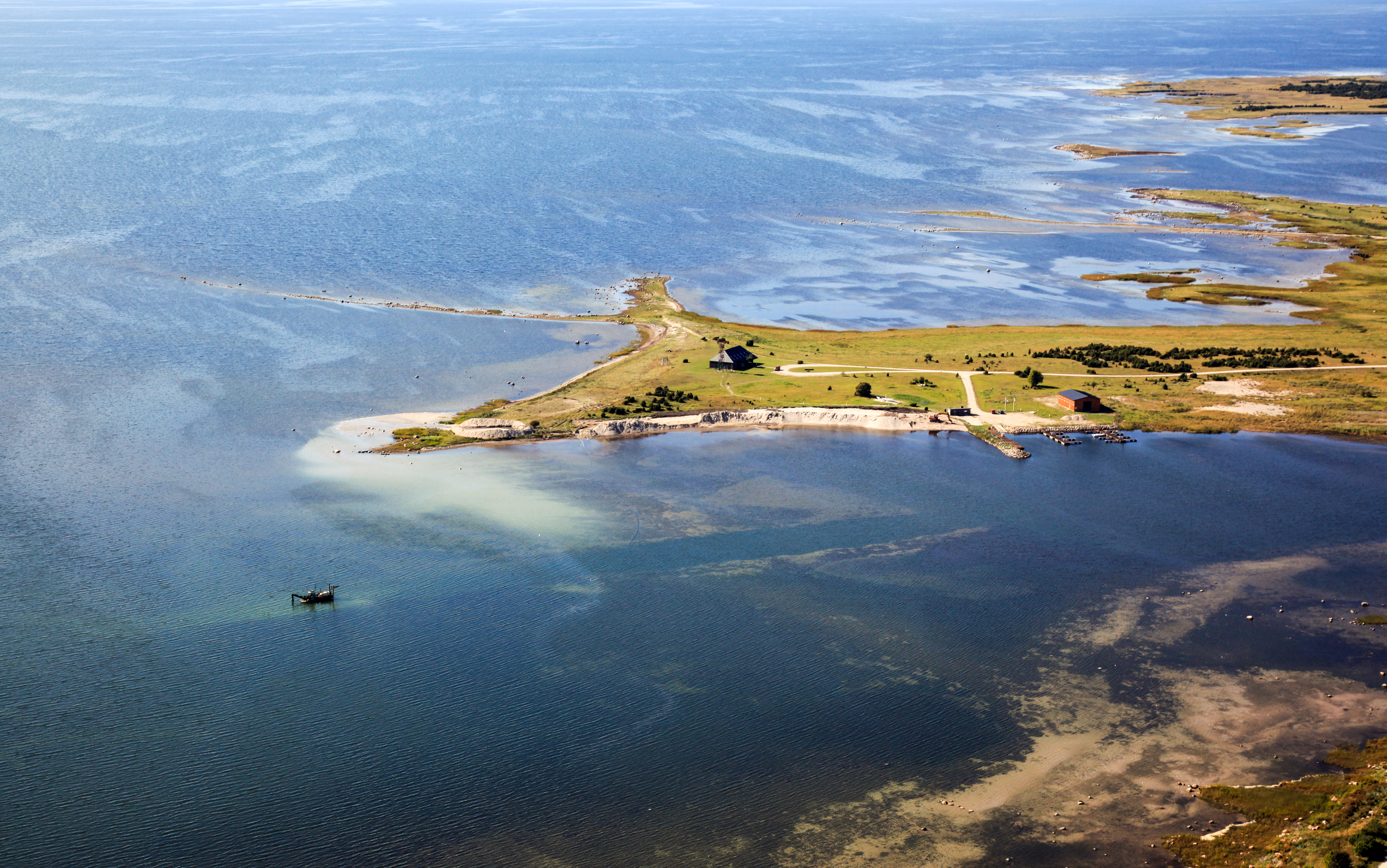
勒马拉港口

薩爾梅鄉，曾是愛沙尼亞薩雷縣的一個鄉村型市镇，位於該國西部，行政中心設於薩爾梅，面積115平方公里，2009年人口1,249，人口密度每平方公里11人。
2017年爱沙尼亚行政改革后，包括薩爾梅市镇在内的萨雷马岛上的所有12个市镇合并成萨雷马市镇。
58°09′41″N 22°14′59″E / 58.16139°N 22.24972°E